# مارماهی ورو
مارماهی ورو (نام علمی: Conger verreauxi) نام یک گونه از سرده مارماهی‌های بزرگ است.